# Knud Rasmussen
Knud Rasmussen (celým jménem Knud Johan Victor Rasmussen) (7. června 1879 Ilulissat – 21. prosince 1933 Kodaň) byl grónský polární badatel a antropolog. Byl nazýván „otcem eskymologie“ a byl první, kdo překonal severozápadní cestu se psím spřežením. Zůstává známý v Grónsku, v Dánsku a mezi kanadskými Inuity.
Nejslavnějším Rasmussenovým podnikem byla 5. thulská výprava Grónsko-Tichý oceán (1921 - 1924).

## Publikace Knuda Rasmussena
Největším dílem je Myter og Sagn fra Grønland, I-III, které vycházelo v letech 1921 - 1925 (později bylo rozšířeno a doplněno, pod názvem Inuit fortæller ho v roce 1981 vydal Regitze Sæby.)

### Knížky, které vyšly v češtině
- Grónské mýty a pověsti
- Cesta bílým tichem: 18000 kilometrů eskymáckým severem Ameriky
- Veliký lov
- Noví lidé: rok u sousedů severní točny

## Vyznamenání
- rytíř Řádu Dannebrog (Dánsko)
- komtur Řádu bílé růže (Finsko)
- komtur Řádu svatého Olafa (Norsko)
- rytíř Řádu polární hvězdy (Švédsko)